# Gewa’ot Bar
Gewa’ot Bar (hebr.: גִּבְעוֹת בַּר) – wieś położona w samorządzie regionu Bene Szimon, w Dystrykcie Południowy, w Izraelu.
Leży w północnej części pustyni Negew. Została założona w 2004.
Przy wiosce przebiega droga ekspresowa nr 31  (Eszel ha-Nasi-Newe Zohar).